# سید جلیل میرمحمدی
سید جلیل میرمحمدی میبدی (زادهٔ ۱۳۴۳) سیاستمدار ایرانی، نماینده مردم تفت و میبد در مجلس شورای اسلامی در دوره‌های یازدهم و دوازدهم (کنونی) و استاد تمام دانشگاه علوم پزشکی شهید صدوقی یزد است. او عضو هیات رئیسه مجلس شورای اسلامی است.

## تحصیلات
وی در سال ۱۳۶۹ در رشته پزشکی دانشگاه علوم پزشکی یزد پذیرفته شد و نیز در سال ۱۳۷۶ در مقطع دکترای تخصصی رشته طب کار دانشگاه علوم پزشکی تهران پذیرفته شد. او از سال ۱۳۸۱ به عنوان عضو هیئت علمی دانشگاه علوم پزشکی شهید صدوقی یزد کار خود را آغاز کرد و در حال حاضر استاد تمام این دانشگاه است. او همچنین پیش از نمایندگی، مدیر گروه طب کار و بیماریهای شغلی دانشگاه علوم پزشکی شهید صدوقی یزد بود.

## جنگ ایران و عراق
وی در طول جنگ تحمیلی در چند عملیات حضور داشت و در سال ۱۳۶۱ در جریان عملیات محرم در منطقه موسیان دهلران به شدت مجروح شد و چشم، دست و کلیه خود را از دست داد.

## سوابق
- عضو ناظر هیئت‌رئیسه مجلس شورای اسلامی در دوره دوازدهم[۳]
- عضو کمیسیون صنایع و معادن مجلس شورای اسلامی در دوره دوازدهم[۴]
- نایب‌رییس‌ کمیسیون بهداشت و درمان در دوره یازدهم مجلس شورای اسلامی
- قائم‌مقام وزیر بهداشت ، درمان و آموزش پزشکی
- ریاست دانشگاه علوم پزشکی و خدمات بهداشتی درمانی شهید صدوقی یزد[۵][۶]
- رئیس ستاد انتخاباتی سید ابراهیم رئیسی در استان یزد[۷]
- رئیس کمیته درمان و بهداشت ستاد انتخاباتی سعید جلیلی[۸]
- مدیرمسئول فصلنامه علمی پژوهشی طب کار[۹]
- استاد تمام و عضو هیئت علمی دانشگاه علوم پزشکی یزد و سرپرست مرکز تحقیقات بیماریهای ناشی از کار این دانشگاه[۱۰][۱۱]
- مدیر کل امور دانشجویان شاهد و ایثارگر وزارت بهداشت، درمان و آموزش پزشکی[۱۲]
- مدیرکل دفتر سلامت محیط و کار وزارت بهداشت، درمان و آموزش پزشکی

## مجلس شورای اسلامی

### دوره یازدهم
- وی موفق شد در یازدهمین انتخابات مجلس شورای اسلامی که در تاریخ ۲ اسفند ۱۳۹۸ برگزار شد با کسب ۲۰ هزار و ۲۸۶ رای از مجموع ۵۲ هزار و ۵۷۵ رای صحیح از حوزه انتخابیه تفت و میبد از استان یزد انتخاب گردد و به مجلس راه یابد.[۱۳] او در این انتخابات موفق شد بالاتر از رقبایی چون قاسم روانبخش (عضو شورای مرکزی جبهه پایداری) و کمال دهقانی فیروزآبادی (نماینده اصلاح‌طلب میبد و تفت در مجلس دهم) نمایندگی مردم تفت و میبد در مجلس یازدهم را کسب کند.[۱۴] در این انتخابات حدود ۶۵ درصد از واجدین شرایط حوزه انتخابیه تفت و میبد شرکت کردند.[۱۵]

وی در این دوره نایب رئیس اول کمیسیون بهداشت و درمان مجلس شورای اسلامی ، عضو کمیسیون اصل نود مجلس شورای اسلامی ، نیز عضو هیئت رئیسه فراکسیون انقلاب اسلامی مجلس (فراکسیون اکثریت) و همچنین رئیس مجمع نمایندگان استان یزد بود. همچنین در بررسی قوانین بودجه سالهای ۱۴۰۰ و ۱۴۰۱ و ۱۴۰۲ کل کشور، دکتر میرمحمدی به عنوان عضو کمیسیون تلفیق بودجه انتخاب شد. 

### دوره دوازدهم
- میرمحمدی میبدی در انتخابات دوازدهمین دوره انتخابات مجلس شورای اسلامی با کسب ۱۹۹۹۴ رای از مجموع ۵۳۷۲۸ رای (۳۷ درصد آراء) توانست بار دیگر به عنوان نماینده مردم شهرستان‌های تفت و میبد در مجلس شورای اسلامی انتخاب شود. [۲۴] او در این انتخابات موفق شد بالاتر از رقیب اصلی خود حسین فلاح یخدانی (فرماندار سابق شهرستان میبد) مجدداًنمایندگی مردم تفت و میبد در مجلس دوازدهم را کسب کند.[۲۵]در این دوره از انتخابات حدود ۶۱.۵ درصد از واجدین شرایط حوزه انتخابیه تفت و میبد شرکت کردند.

وی در این دوره عضو کمیسیون صنایع و معادن مجلس شورای اسلامی است.

#### هیئت رئیسه مجلس
سید جلیل میرمحمدی دوره دوازدهم مجلس شورای اسلامی به عنوان عضو ناظر هیئت‌رئیسه مجلس انتخاب شد.

## فرهنگستان علوم پزشکی کشور
وی در تابستان ۱۳۹۹ و با رای اعضای مجمع عمومی فرهنگستان علوم پزشکی کشور، به عنوان عضو وابسته این فرهنگستان انتخاب شد.

## افتخارات
در بهمن ۱۳۸۳ و در جریان اولین کنگره ملی تجلیل از ایثارگران از وی به عنوان ایثارگر برتر کشوری توسط سید محمد خاتمی رئیس‌جمهور وقت تجلیل به عمل آمد.